# Династия Чан
Династия Чан (вьет. Nhà Trần, тьы-ном 家陳, ня чан), также дом Чан (Trần Triều, 陳朝, чан чьеу) — одна из династий Вьетнама, тогда носившего название «Дайвьет», правившая с 1225 по 1400 годы. Династия была основана в 1225 году, когда правитель Чан Тхай Тонг (Trần Thái Tông) взошёл на трон после того, как его дядя Чан Тху До (Trần Thủ Độ) организовал свержение династии Ли. Чан правили в совокупности 175 лет, до 1400 года, когда пятилетнего Чан Тхьеу Де (Trần Thiếu Đế) заставили отречься в пользу дедушки по матери, Хо Куи Ли. Среди прочего, эта династия прославилась изгнанием трёх монгольских вторжений. Решающее сражение произошло на реке Батьданг в 1288 году.

## Основание
Основателем династии Чан был житель Дайвьета Чан Кинь (Trần Kinh), рыбак, выходец из деревни Тыкмак (Tức Mặc) (современный район Милок, Намдинь). Через три поколения семья Чан, возглавляемая внуком Киня по имени Чан Ли (Trần Lý) стала богатой и властной. Во время правления Ли Као Тонга (Lý Cao Tông) кронпринц Ли Шам (Lý Sảm) нашёл убежище в семье Чан Ли, решив жениться на его дочери, Чан Тхи Зунг (Trần Thị Dung) в 1209 году. Впоследствии семья Чан помогла Ли Као Тонгу и Ли Шаму восстановить трон в Тханглонге; император пожаловал нескольким чанам высокие посты, к примеру, дядя Чан Тхи Зунг, То Чунг Ты (Tô Trung Từ), а также Чан Ты Кхань (Trần Tự Khánh) и Чан Тхыа (Trần Thừa), сыновья Чан Ли. В 1211 Ли Шам был коронован под именем Ли Хюэ Тонг (Lý Huệ Tông) после смерти Ли Као Тонга, к тому времени положение семьи Чан стало расти при дворе.
Нездоровый душевно Ли Хюэ Тонг в 1224 году решил передать трон кронпринцессе Ли Тьеу-хоанг в десятом месяце лунного календаря. Взошедшая на трон шестилетней, Ли Тьеу-хоанг правила под полным контролем командира дворцовой стражи Чан Тху До (Trần Thủ Độ), он выбирал даже слуг императрицы. Одним из слуг стал его семилетний племянник Чан Кань (Trần Cảnh). Когда Чан Кань сообщил, что нравится императрице, Чан Тху До решил свергнуть династию Ли и основать собственную. Вся семья Чан переехала во дворец, была организована тайная свадьба Ли Тьеу-хоанг и Чан Каня, на которой не было ни одного чиновника и ни одного члена семьи Ли, кроме невесты. Затем Тху до объявил, что Тьеу-хоанг неспособна править и должна передать трон мужу. 216-летнее правление Ли было окончено, новая династия появилась в первый день 12-го лунного месяца (31 декабря), 1225.

## Ранняя Чан

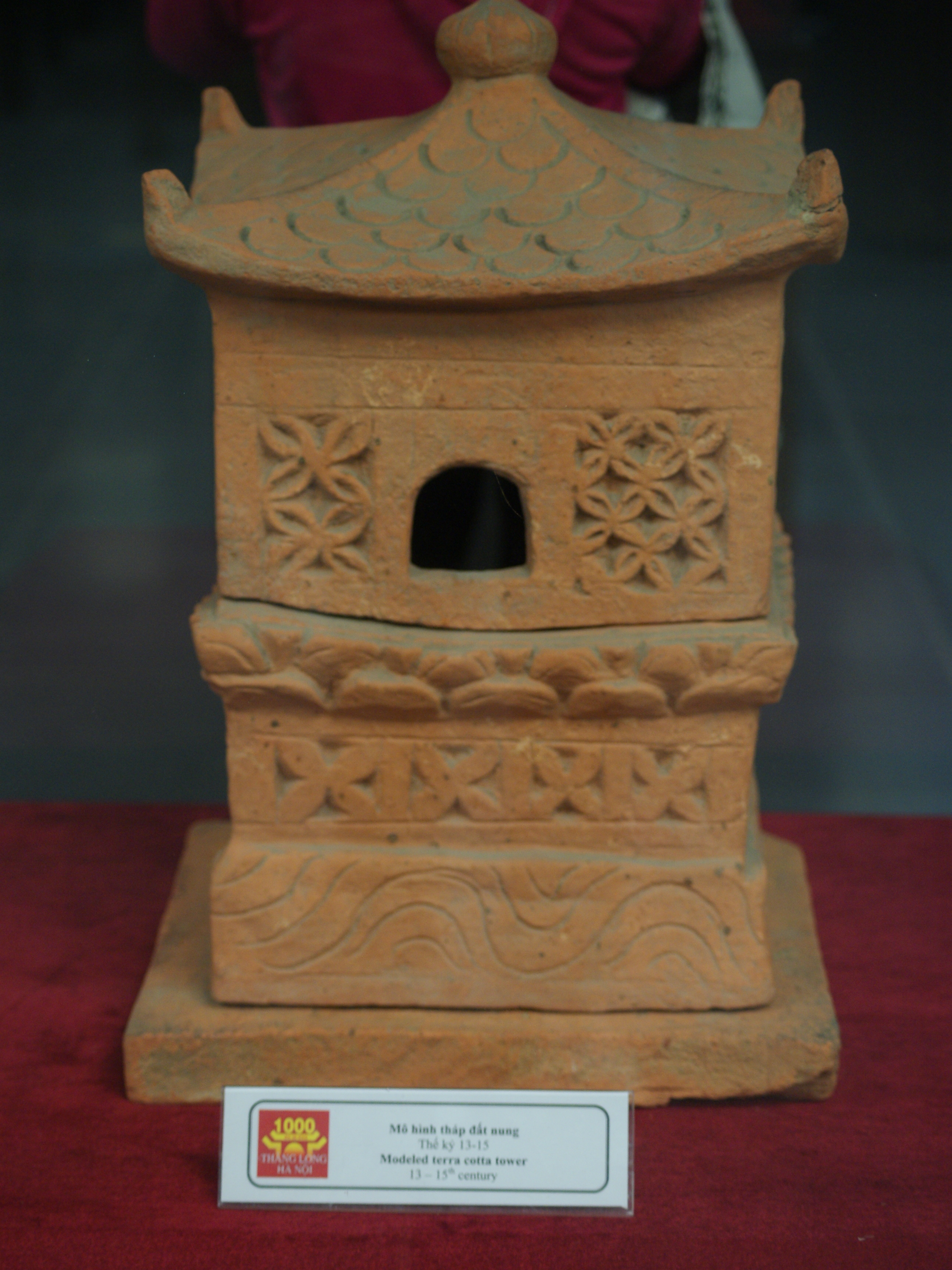
Терракотовая миниатюрная башня, XIII—XV вв.

После установления собственной власти Чан Тху До всё ещё боялся, что его политические враги могут свергнуть новую династию, и начал уничтожать членов династии Ли. Первой жертвой был Ли Хюэ Тонг (в 10 месяце по лунному календарю), остальные Ли были убиты в восьмом лунном месяце 1232 года.
Чан Тхай Тонг взошёл на трон в возрасте восьми лет; в то время в Дайвьете произошло несколько восстаний, так что Чан Тху До должен был направить все силы на поддержание дома Чан. Сразу после коронации в 1226 Нгуен Нон (Nguyễn Nộn) и Доан Тхыонг (Đoàn Thượng) подняли восстание в гористой местности Бакзянг и Хайзыонг. Военными и дипломатическими мерами, вводом войск и награждением лидеров восстания титулом выонга, Чан Тху До сумел погасить очаги недовольства в 1229.
Согласно Дай вьет шы ки тоан тхы, Тхай Тонг и его жена, императрица Ли Тьеу-хоанг, долго не могли родить сына. Это беспокоило главного канцлера Чан Тху До, так как он сбросил с трона Ли благодаря такому же положению дел. Поэтому он в 1237 решил заставить принца Хоая (Trần Liễu), старшего брата Тхай Тонга, отдать императору в супруги свою жену Тхуан Тхьен (Thuận Thiên), беременную Чан Куок Кхангом (Trần Quốc Khang) на третьем месяце. После свадьбы Тхуан Тхьен получила статус императрицы, а Чьеу Тхань понизили до княгини. Льеу пришёл в ярость от потери беременной жены и поднял восстание. Тхай Тонг в сложившейся ситуации решил стать монахом и уйти на гору Йенты (Núi Yên Tử). Тху До убедил Тхай Тонга вернуться к престолу, Чан Льеу пришлось сдаться, так как он понимал, что своими скудными силами не сможет ничего добиться. Все солдаты, принимавшие участие в восстании, были казнены, Чан Тху До хотел казнить Льеу, но его остановил Тхай Тонг.

## Монгольские вторжения
В 1257 династии Чан пришлось столкнуться с первым монгольским завоеванием Вьетнама. В начале войны вьетнамские армии проиграли несколько сражений превосходящей численно тренированной монгольской армии, которая к тому моменту уже завоевала обширные территории в Азии. Некоторые чиновники так страшились нашествия, что младший брат императора, Кхам Тхьен (Khâm Thiên) даже предложил императору бежать в Китай. Благодаря твёрдой вере императора и таланту военных, таких, как Хынг Дао (Hưng Đạo) и Ле Фу Чан (Lê Phụ Trần), Чан смогла выстоять против захватчиков и восстановить мир в Дайвьете в 12-м лунном месяце 1257 года.

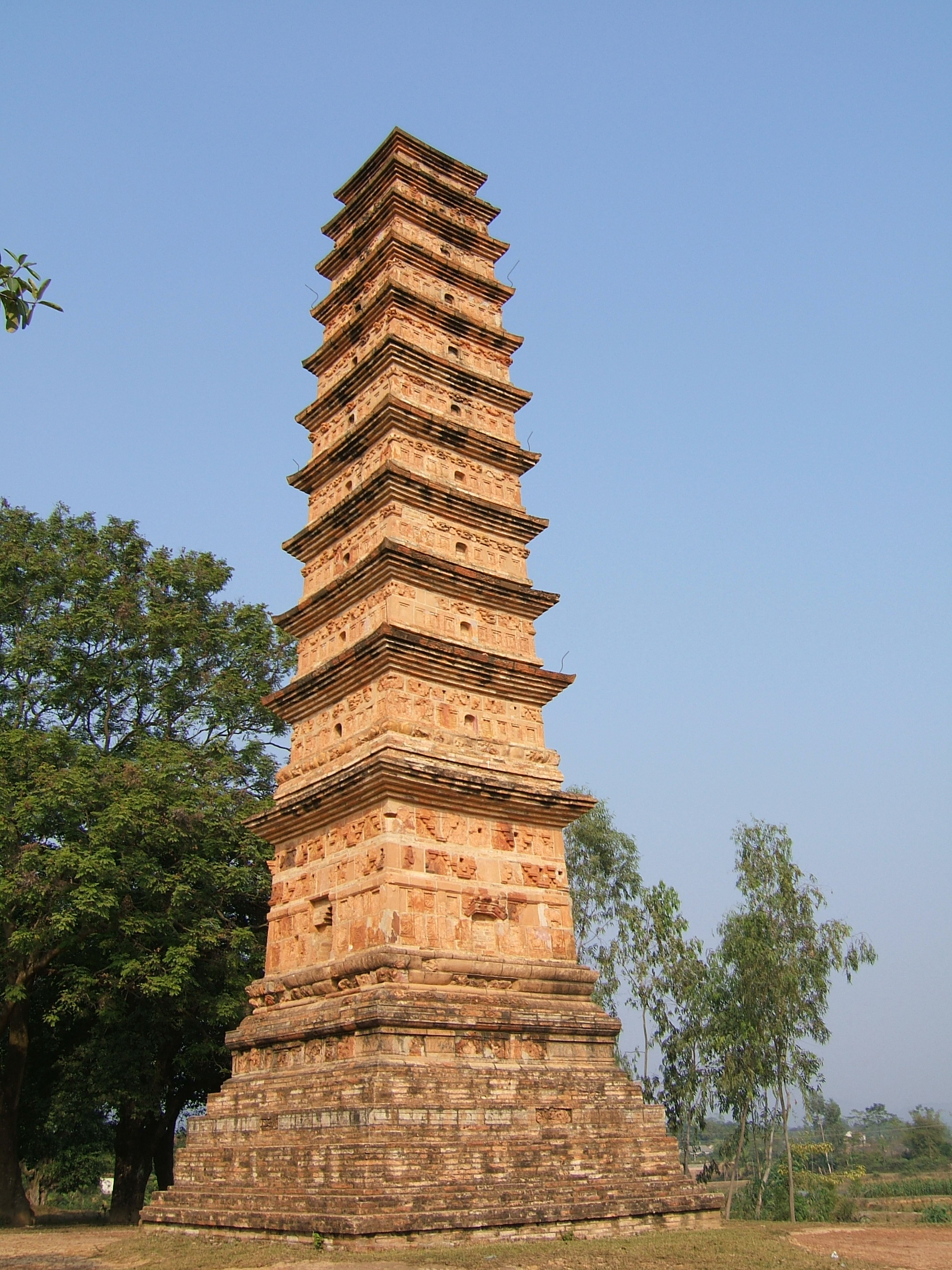
Башня Бин Сон, провинция Виньфук

В 12-м лунном месяце 1284 Юань предприняла вторую попытку завоевания, войском на этот раз руководил князь Хубилая Тогхан. Тогхан лично вёл войско, нападавшее с севера, а монгольский флот под командованием генерала Согету наступал со стороны Тямпы. Чан Тхань Тонгу и Чан Тян Тонгу пришлось сперва приказать армии отступить, чтобы не встречать всю армию нападавших, но князь Тьеу Минь (Chiêu Minh) приказал своему войску попытаться остановить флот Согету в Нгеане. Несколько высокопоставленных чиновников и военных перешли на сторону Юань, в том числе, родной брат императора, Тьеу Куок (Chiêu Quốc) и Чан Кьен (Trần Kiện), сын князя Тинь Куока (Tĩnh Quốc). Чтобы удостовериться в безопасности Тхань Тонга и Тян Тонга во время отступления, принцессу Ан Ты (An Tư) подарили Тогхану, а защищавшего императоров маркиза Бао Нгя (Bảo Nghĩa) схватили и убили в битве при Дамаке. На южной границе Чан Куанг Кхай был вынужден отступить под натиском монгольского флота и из-за отступничества правителя Нгеана. В этот критический для Чан момент удача перешла на их сторону после сражения при Хамты в 4-м лунном месяце 1285 года, когда солдаты под командованием Чан Нят Зуата (Trần Nhật Duật), князя Тьеу Тханя (Chiêu Thành), Чан Куок Тоана (Trần Quốc Toản) и Нгуен Кхоая (Nguyễn Khoái) смогли наконец разбить флот Согету. На десятый день 5-го лунного месяца 1285 года Чан Куанг Кхай почти полностью уничтожил юаньский флот в битве за Тьыонгзыонг, и с того момента вьетнамцы стали одерживать победу за победой. Спустя десять дней Согету был убит, а на шестой день шестого лунного месяца 1285 года правивший император Нян Тонг и бывший правитель Тхань Тонг вернулись в столицу.
В третьем лунном месяце 1287 года династия Юань начала третью попытку завоевать Дайвьет. На этот раз князь Хынг Дао (Hưng Đạo) убедил императора, что Дайвьет сможет легко разбить монголов. Вторжение было остановлено катастрофическим поражением монголов в битве на Батьданге на восьмой день третьего лунного месяца 1288 года. Среди выдающихся военачальников того времени, кроме Хынг Дао, — князь Нян Хюэ (Nhân Huệ), уничтоживший снабжение обоза юаньского флота в битве на реке Вандон, а также генерал Фам Нгу Лао (Phạm Ngũ Lão), напавший из засады на отступающие силы Тогхана.

## Мир и экспансия на юг
После трёх вторжений народ Дайвьета наконец смог пожить в мире и процветании в правление Чан Ань Тонга (Trần Anh Tông), Чан Минь Тонга (Trần Minh Tông) и Чан Хьен Тонга (Trần Hiến Tông). Ань Тонг был первым чанским императором, царствованию которого не угрожали атаки Монгольской империи. Несмотря на смерть главных военачальников раней Чан, Чан Куанг Кхая (Trần Quang Khải) в 1294 и Чан Хынг Дао (Trần Quốc Tuấn) в 1300, императору служили несколько умелых мандаринов, в частности, Чан Нят Зуат (Trần Nhật Duật), Доан Ню Хай (Đoàn Nhữ Hài), Фам Нгу Лао (Phạm Ngũ Lão), Чыонг Хан Шьеу (Trương Hán Siêu), Мак Динь Тьи (Mạc Đĩnh Chi) и Нгуен Чунг Нган (Nguyễn Trung Ngạn). Ань Тонг сурово подавлял коррупцию и азартные игры, но тех, кто хорошо служил ему, щедро одаривал.
В 1306 году король Тямпы, Те Ман (Chế Mân), предложил Вьетнаму две тямские префектуры, О (Ô) и Ли (вьет. Lý) в обмен на женитьбу на вьетской принцессе Хюен Чан (Huyền Trân). Ань Тонг согласился на обмен и переименовал О и Ли в Тхуан (Thuận) и Хоа (Hóa), соответственно. Эти префектуры вместе стали называться областью Тхуанхоа[уточнить]. Спустя всего год, Те Ман умер, а, по традиции Тямпы, Хуен Чан должна была быть кремирована с мужем. Ань Тонг послал своего мандарина Чан Кхак Тюнга (Trần Khắc Chung) в Тямпу спасти принцессу от неминуемой гибели. Она смогла вернуться в Дайвьет, но преемник Те Мана, Те Ти (Chế Chí), не хотел быть связанным мирным договором. Поэтому по возвращении принцессы Ань Тонг вместе с генералами Чан Куок Тяном (Trần Quốc Chân) и Чан Кхань Зы (Trần Khánh Dư) повели три отряда вьетнамских солдат на Тямпу в 1312 году. Те Ти был повержен и схвачен, Ань Тонг посадил на тямский трон собственноручно выбранного правителя, но отношения между Дайвьетом и Тямпой оставались натянутыми ещё много лет.

## Закат
После смерти императора Чан Минь Тонга (Trần Minh Tông) в 1357 году, с началом правления Чан Зу Тонга (Trần Dụ Tông), династия Чан начала впадать в хаос. Скромный и прилежный при Минь Тонге, став императором, Зу Тонг истратил колоссальную сумму на строительство роскошных дворцов и другие удовольствия. При Зу Тонге во дворце появился театр, воспринятый в то время постыдным развлечением. Император умер в 25 день пятого лунного месяца 1369 года, в возрасте 28 лет, после того, как назначил преемником своего племянника, Зыонг Нят Ле (Dương Nhật Lễ), хотя тот и не был частью семья Чан.
Как и Зу Тонг, Нят Ле не занимался административными делами, проводя время в театре, выпивая и бесцельно блуждая. Он было хотел сменить фамилию обратно на Зыонг, но так как его действия и так разочаровали клан, премьер-министр Чан Нгуен Чак (Trần Nguyên Trác) вместе со своим сыном Чан Нгуен Тьетом (Trần Nguyên Tiết) стали готовить убийство Нят Ле. Заговор был раскрыт, а они оба казнены. В десятом лунном месяце 1370 года тесть императора, Чан Фу, после получения советов от мандаринов и членов королевской семьи, решил свергнуть Нят Ле с помощью армии. Спустя месяц ему это удалось, Чан Фу стал новым императором и был коронован под именем Чан Нге Тонг (Trần Nghệ Tông), а Нят Ле сперва понизили до звания герцога Хондыка (хон дык конг (Hôn Đức Công)), а позже казнили по приказу императора.
Мать Нят Ле после смерти сына бежала в Тямпу, где стала молить правителя Те Бонг Нга (Chế Bồng Nga) напасть на Дайвьет. Воспользовавшись политической нестабильностью соседа, тямские солдаты напали непосредственно на Тханглонг. Чанская армия не смогла противостоять тямам, и правящая семья бежала из столицы, позволив Те Бонг Нга разграбить город, а затем вернуться на родину. В 12 лунном месяце 1376 года император Чан Зуе Тонг (Trần Duệ Tông) решил лично возглавить военную кампанию против Тямпы. Во время похода армии Дайвьета были наголову разбиты в битве при Добане, императора и многих высокопоставленных чиновников и военачальников Дайвьета убили тямские солдаты. Преемник Зуе Тонга, Чан Фе Де (Trần Phế Đế) и бывший император Нге Тонг не сумели противостоять вторжению Те Бонг Нга, и Нге Тонг даже переместил сбережения в Лангшон, боясь, что тямы могут разрушить дворец в Тханглонге. В 1389 году генерал Чан Кхат Тян (Trần Khát Chân) получил от бывшего императора приказ остановить Тямпу. В первом лунном месяце 1390 года он одержал уверенную победу над тямами, которая привела к смерти Те Бонг Нга и установлению стабильности на юге Дайвьета.

## Падение
Во время правления Чан Нге Тонга чиновник Хо Куи Ли, породнившийся с Минь Тонгом, выдав за него двух своих тёток, был назначен на один из важнейших государственных постов. Несмотря на причастность к смерти Зуе Тонга, Хо Куи Ли получил расположение императора и стал получать всё больше власти при дворе. Император Чан Фе Де (Trần Phế Đế) вместе с министром Чан Нгаком (Trần Ngạc) пытались уменьшить влияние Хо Куи Ли, но он развернул клеветническую деятельность против императора, так что Нге Тонг посадил на трон Чан Тхуан Тонга (Trần Thuận Tông) и понизить Фе Де до князя Линьдыка (Linh Đức) в декабре 1388. Чан Нге Тонг умер на 15-й день 12-го лунного месяца 1394 года в возрасте 73 лет, оставив двор под полным контролем Хо Куи Ли. Он начал реформировать административную и экзаменационную системы, существовавшие при Чан, заставив Тхуан Тонга перенести столицу в Тханьхоа в январе 1397.
В полнолуние третьего лунного месяца 1398 года, Тхуан Тонг был вынужден оставить трон под давлением Хо Куи Ли. Таким образом, он стал бывшим императором в 20 лет. Спустя год, его убили по приказу Хо Куи Ли вместе с почти четырьмя сотнями оппозиционеров, включая несколько важных мандаринов и родственников императора, в частности, Чан Кхаь Тян (Trần Khát Chân), Чан Ханг (Trần Hãng), Фам Кха Винь (Phạm Khả Vĩnh) и Лыонг Нгуен Быу (Lương Nguyên Bưu). Конец династии наступил в 28-й день второго лунного месяца (23-е марта) 1400 года, когда была основана династия Хо. Так как последний правитель Чан, Тхьеу Дэ, был внуком Хо Куи Ли, он стал князем, и не был убит, подобно отцу.

## Экономика
Для восстановления экономики страны, которая была сильно испорчена во времена смуты в конце правления Ли, Чан Тхай Тонг устроил налоговую реформу, создав личный налог (thuế thân, тхюэ тхан), зависевший от площади принадлежащих ему земель. К примеру, крестьянин, у которого был один или два мау (mẫu, 3600 или 7200 м²), платил один куан в год; крестьянин, у которого было до четырёх мау, платил два куана. Кроме того, существовал другой налог на площадь земли, который платили рисом. Налогом облагалось всё, от рыбы и фруктов до бетеля. Налогоплательщики были разделены на три категории: дети (tiểu hoàng nam, тьеу хоанг нам), от 18 до 20 лет, взрослые (đại hoàng nam, дай хоанг нам), от 20 до 60 лет, и старики (lão hạng, лао ханг), старше 60. В правление Чан Тхань Тонга люди из клана Чан и родственники императорской фамилии должны были нанимать бедняков для возделывания своих земель. Земли Дайвьета ежегодно затоплялись во время наводнений, и в 1244 году Чан Тхай Тонг приказал создать новую систему дамб по всему течению Хонгхи, и тем, на чьих землях строили дамбы, выплачивали компенсацию. Для выполнения приказа был назначен отдельный чиновник.
К концу правления династии Хо Куи Ли начал воплощать собственные представления о должном устройстве экономики страны. Наиболее важной из реформ была замена бронзовых денег на бумажные в 1396 году.

## Культура

### Изобразительные искусства
Правление Ли и Чан считается золотым веком музыки и культуры. Хотя театр всё ещё считался постыдным удовольствием, он активно развивался при участии Ли Нгуен Ката (Lý Nguyên Cát), пленного китайского солдата, которого помиловали за талант к игре. Ли Нгуен Кат привнёс во вьетнамский театр черты пекинской оперы — сюжеты, костюмы, роли и акробатические элементы, благодаря чему он считается основателем театра хаттуонг (hát tuồng); однако это утверждение оспаривается, так как во вьетнамском и китайском театре отличаются подходы к нанесению макияжа, костюмам и театральным жестам. Искусство театра было представлено императору Чан Зу Тонгу, который даже уступил трон Зыонг Нят Ле (Dương Nhật Lễ), сыну актёров.
Прославляя победу над династией Юань в 1288 году, Чан Куанг Кхай (Trần Quang Khải) и Чан Нят Зуат (Trần Nhật Duật) создали «Танец цветов» (Múa bài bông) для трёхдневного празднества в столице. Этот танец сохранился до нашего времени и исполняется на праздниках в северной части страны.

## Образование и экзамены

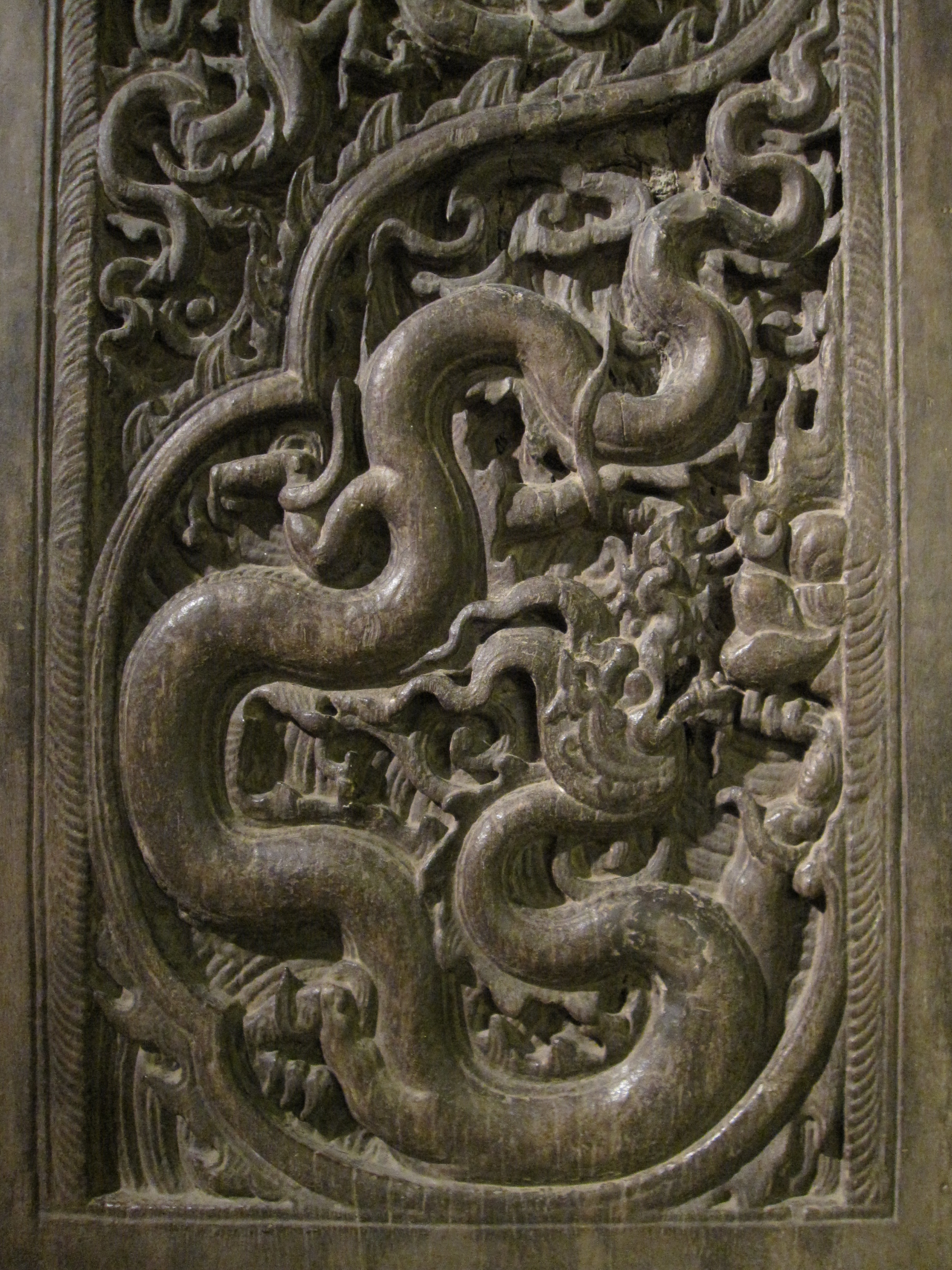
Резные двери в провинции Намдинь; XIII—XIV века

Конфуцианство начало распространяться по стране, несмотря на то, что государственной религией был буддизм. Основными учебными книгами конфуцианцев являлись четыре книги и пять канонов, а также история Китая, изучение которых изначально проходило в пагодах, а затем — у частных учителей — ушедших на пенсию чиновников или учёных. Самым знаменитым учителем времён правления Чан был, вероятно, Тю Ван Ан (Chu Văn An), чиновник при Чан Минь Тонге, работавший до правления Чан Зу Тонга, работавший также преподавателем у кронпринца Чан Выонга. Во время правления Тхань Тонга император позволил своему брату, Чан Ить Таку, знаменитому своей учёностью и смышлёностью, открыть собственную школу в личном дворце. Несколько влиятельных чиновников будущего двора, в частности, Мак Динь Ти и Буи Фонг, получили там образование. Государственная школа Чан, Куокхоквьен (Quốc học viện), была основана в июне 1253 года для обучения детей императорской фамилии четырём книгам и пяти канонам. В августе того же года открылся Военный университет, Зяновозыонг (Giảng võ đường). Вместе с ним в Тханглонге построили первый Храм воинов (Võ miếu) для служения Цзян Цзыя и другим знаменитым генералам.
Через семь лет после установления власти Чанов император Чан Тхай Тонг приказал провести первые экзамены во втором лунном месяце 1232 года, чтобы отобрать лучших студентов на высокие придворные посты. Среди кандидатов были Чыонг Хань (Trương Hanh) и Лыу Дьем (Lưu Diễm). После экзаменов 1239 года император установил, что они отныне будут проводиться каждые семь лет. Наилучшим результатом было стать одним из троих лучших лауреатов (tam khôi), причём первый получал звание «лучший в государстве» (trạng nguyên, 狀元), второй — «второй из сильнейших» (bảng nhãn, 榜眼), третий — «искатель цветов» (thám hoa, 探花). Первыми лауреатами при Чан стали 12-летний Нгуен Хьен (Nguyễn Hiền), Ле Ван Хыу, позже ставший придворным историографом династии Чан, и Данг Ма Ла (Đặng Ma La). Начиная с экзамена 1256 года титул trạng nguyên был разделён на два: kinh trạng nguyên для тех, кто приехал из северных провинций и trại trạng nguyên для жителей тогдашнего юга — Тханьхоа и Нгеана, чтобы жители далёкого юга тоже могли поучаствовать в экзаменах. В 1275 году данное разделение было упразднено, так как император решил, что данная мера более не требуется.
В 1304 году император Чан Ань Тонг принял решение стандартизировать экзамены, отныне они проходили в четыре тура, отсеивая не справившихся кандидатов. Проверялось знание классических текстов, Тринадцатиканония, компоновка документов, умение рассуждать и планировать. Такая система просуществовала до 1396 года, когда Хо Куи Ли заставил Чан Тхуан Тонга изменить экзамены в соответствии с реформами. С этого момент вместо императорских экзаменов проводились экзамены префектуры (вьет. thi hương) и, на следующий после первых год, городские (вьет. thi hội). Экзамены второй ступени включали четыре тура: литературный трактат, сочинение, компоновка документов, и, наконец, эссе, которое проверял сам император. Для чиновников низких должностей проводились отдельные экзамены, на которых проверялись способности к письму и счёту.

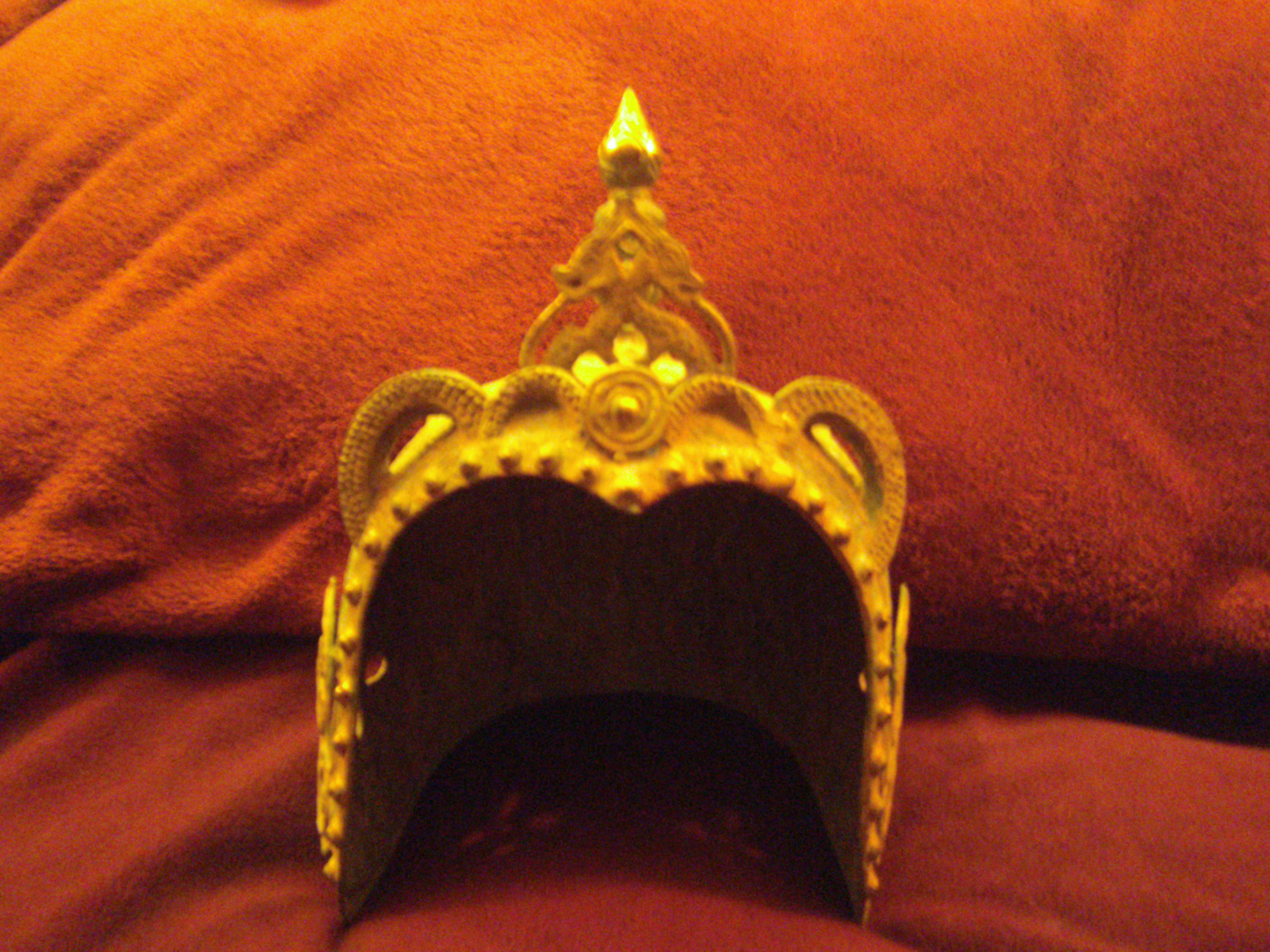
Бронзовый церемониальный шлем XII—XIII веков

За 175 лет правления Чан было проведено 14 экзаменов, и многие лауреаты стали позже высокопоставленными чиновниками или известными учёными; примерами являются Ле Ван Хыу, автор Исторических записок Дайвьета, Мак Динь Ти (Mạc Đĩnh Chi), знаменитый посол, который несколько раз отправлялся в Китай, а также Нгуен Чунг Нган (Nguyễn Trung Ngạn), один из наиболее могущественных чиновников времени правления Чан Минь Тонга. Ниже приведён список экзаменов с указанием лучших участников.
| Год  | Император      | Первое место                               | Примечания        |
| ---- | -------------- | ------------------------------------------ | ----------------- |
| 1232 | Чан Тхай Тонг  | Чыонг Тхань Лыу Дьем                       | [ 11 ]            |
| 1234 | Чан Тхай Тонг  | Нгуен Куан Куанг (Nguyễn Quan Quang)       | [ 93 ]            |
| 1239 | Чан Тхай Тонг  | Лыу Мьен (Lưu Miễn) Выонг Зят (Vương Giát) | [ 15 ]            |
| 1247 | Чан Тхай Тонг  | Нгуен Хьен                                 | Trạng nguyên      |
| 1256 | Чан Тхай Тонг  | Чан Куок Лак (Trần Quốc Lặc)               | Kinh trạng nguyên |
| 1256 | Чан Тхай Тонг  | Чыонг Сан (Trương Xán)                     | Trại trạng nguyên |
| 1266 | Чан Тхай Тонг  | Чан Ко (Trần Cố)                           | Kinh trạng nguyên |
| 1266 | Чан Тхай Тонг  | Бать Льеу (Bạch Liêu)                      | Trại trạng nguyên |
| 1272 | Чан Тхань Тонг | Ли Дао Тай (Lý Đạo Tái)                    | Trạng nguyên      |
| 1275 | Чан Тхань Тонг | Дао Тьеу (вьет. Đào Tiêu)                  | Trạng nguyên      |
| 1304 | Чан Ань Тонг   | Мак Динь Ти                                | Trạng nguyên      |
| 1347 | Чан Зу Тонг    | Дао Сы Тить (Đào Sư Tích)                  | Trạng nguyên      |

## Наука, техника и медицина
Судя по всему, Чан практиковали фэншуй, этому имеется несколько свидетельств, как например в 1248, когда Чан Тху До приказал мастерам фэншуй защитить страну от врагов. Научные достижения того времени не зафиксированы письменно, однако учёный по имени Данг Ло (Đặng Lộ) несколько раз упомянут в Полном собрании исторических записок Дайвьета. Там было сказано, что Данг Ло был назначен императором Минь Тонгом на пост государственного инспектора (вьет. liêm phóng sứ), и отмечен за изобретение устройства под названием (вьет. lung linh nghi)[уточнить], разновидности армиллярной сферы. В результате наблюдений за небом, Данг Ло в 1339 году удалось убедить императора изменить календарь, чтобы он лучше соответствовал местным сезонам. Маркиз Чан Нгуен Дан, начальник Данг Ло, также был знатоком вычисления календаря.
Ближе к концу правления Чан распространилось использование пороха — король Тямпы Те Бонг Нга, был убит залпом из пушки. Согласно данным исследователя Сунь Лайчэня из Национального университета Сингапура, Чан импортировали технологию изготовления пороха из Китая, активно используя его в войне с Тямпой, Сунь предположил, что необходимость в меди заставила Хо Куи Ли перевести страну на бумажные деньги. Люди Дайвьета не были удовлетворены существующими технологиями, и постоянно совершенствовали их. Империя Мин захватила наработки вьетов во время четвёртого китайского завоевания.

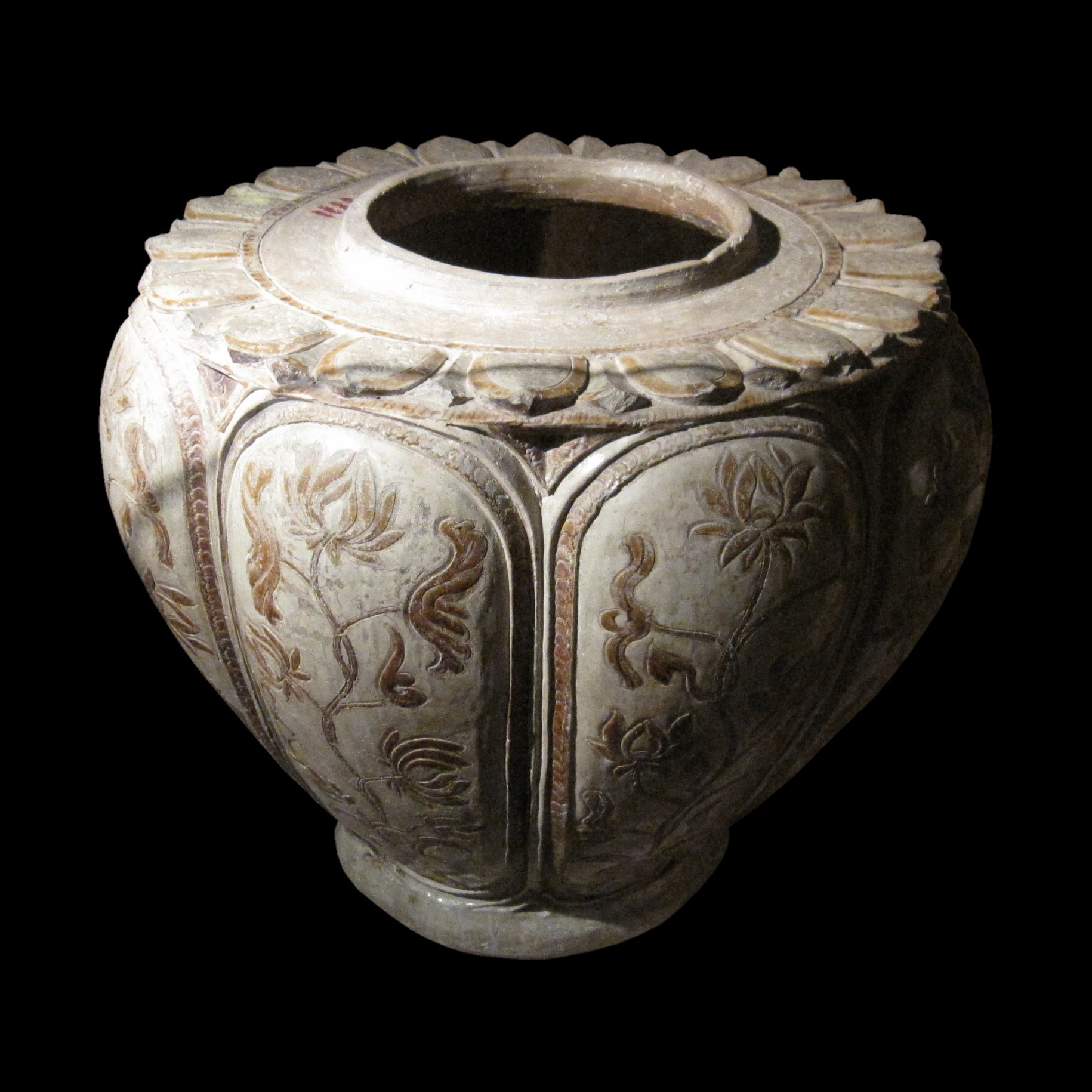
Глазурованный горшок с росписью; Намдинь, XIII—XIV века.

Так как в правление Чан увеличилось влияние конфуцианства, медицина стала развиваться активнее, в 1261 году император приказал основать Институт императорских лекарей (Thái y viện), где проводили экзамены и лечили больных во время эпидемий. В 1265 году Институт выпустил пилюлю «Сладкая роса с хурмы» (Hồng ngọc sương), которая, по представлениям того времени, должна лечить многие болезни. Помимо традиционных китайских целебных трав чанские лекари начали культивировать и собирать разнообразные местные лечебные растения. Глава Института лекарей Фам Конг Бан (Phạm Công Bân) прославился тем, что лечил пациентов беспристрастно, вне зависимости от происхождения, а также сам составлял рецепты лекарств. Существуют сведения о том, что Фам Конг Бан собрал их в книгу Записки о болезнях императорского лекаря (Thái y dịch bệnh). Другой известный медик того времени — монах Туэ Тинь (Tuệ Tĩnh), которого прозвали «отцом южной медицины» за создание фундаментальных работ по традиционной медицине: Hồng nghĩa giác tư y thư и Nam dược thần hiệu. Nam dược thần hiệu — собрание 499 манускриптов о местных травах и десяти методиках лечения, а также 3932 рецепта для лечения 184 типов болезней. Hồng nghĩa giác tư y thư — книга с простыми рецептами, по которым простые люди могли приготовить себе лекарства.